# Limnophora claripennis
Limnophora claripennis este o specie de muște din genul Limnophora, familia Muscidae, descrisă de Malloch în anul 1929. Conform Catalogue of Life specia Limnophora claripennis nu are subspecii cunoscute.